# أبنوس كاذب
أبنوس كاذب أو انبوسن كاذب (الاسم العلمي: Laburnum anagyroides) هي شجرة مثمرة من فصيلة القرنيات الفراشية تعلو حوالي 10 أمتار. لحاؤها مالس، رمادي اللون الأخضر.
خشبها فاتح اللون يميل إلى البني مع الوقت. أغصانها نازلة. أوراقها متعاقبة، ثلاثية، خضراء الصفحة
العُليا، بحرية اللون على السُفلى. أزهارها عناقيد متدلية ذهبية اللون الأصفر. اللثمرة قرن بني اللون.

## المركبات
قلويدات، أملاح معدنيية، ستيزين، كولين، عفص،
وهي مسهلة قوية ومدرة للصًّفراء. تُستعمل نقاعة ومسحوق وصبغة. أقسام
الأبنوس الكاذب سامة، خاصة البزور واللحاء والجذور. لذلك يُستعمل
تحت إشراف طبي. الأوراق يمكن تدخينها سجائر على غرار أوراق
التبغ.